# Treeless Mountain
Pour plus de détails, voir Fiche technique et Distribution.
Treeless Mountain (hangeul : 나무없는 산 ; RR : Na-moo-eobs-neun San ; litt. « Montagne sans arbres ») est un film dramatique sud-coréen réalisé par Kim So-yong, sorti en 2008.

## Synopsis
Depuis que leur mère célibataire est partie à la recherche de leur père, deux petites sœurs se trouvent chez leur tante qui perdra sa maison : les enfants partent chez leurs grands-parents et, pendant le voyage, se rapprochent l'une de l'autre…

## Fiche technique
Sauf indication contraire, les informations mentionnées dans cette section peuvent être confirmées par la base de données cinématographiques IMDb,  présente dans la section « Liens externes ».
Sauf indication contraire ou complémentaire, les informations mentionnées dans cette section peuvent être confirmées par la base de données de KMDb
- Titre original : 나무없는 산
- Titre international : Treeless Mountain
- Réalisation et scénario : Kim So-yong
- Musique : Asobi Seksu[1]
- Direction artistique : Kim See-hee[1]
- Photographie : Anne Misawa[1]
- Son : Eric Offin et Mark Garcia[1]
- Montage : Bradley Rust Gray et Kim So-yong[1]
- Production : Bradley Rust Gray, Ben Howe, Kim So-yong, Lars Knudsen et Jay Van Hoy[1]
- Sociétés de production : A Soandbrad et Parts and Labor production[1] ; Strange Loop Entertainment (coproduction)
- Sociétés de distribution : With Cinema (Corée du Sud), Oscilloscope Pictures (États-Unis), ASC Distribution (France)
- Pays de production :  Corée du Sud
- Langue originale : coréen
- Format : couleur - 35 mm
- Genre : drame
- Durée : 89 minutes[1]
- Dates de sortie :
  - Canada : 5 septembre 2008 (Festival international du film de Toronto)[1]
  - Corée du Sud : octobre 2008 (Festival international du film de Busan) ; 27 août 2009 (sortie nationale)
  - États-Unis : 22 avril 2009 (sortie limitée)
  - France : 29 novembre 2009 (Festival des trois continents) ; 30 décembre 2009 (sortie nationale)

## Distribution
- Kim Hee-yeon : Jin
- Kim Song-hee : Bin
- Lee Soo-ah : la mère
- Kim Mi-hyang : la tante
- Won Lee-kang : la voisine

## Production

### Développement
En 2003, Kim So-yong écrit le petit scénario pour un atelier d'écritures, en s'inspirant en partie de son enfance à Busan : sa mère étant divorcée, elle l'avait laissée avec sa sœur chez ses grands-parents.

### Tournage
Le tournage commence en septembre 2007 pendant six semaines, dont cinq jours à Séoul et le reste à Heunghae dans le Gyeongsang du Nord où ont grandi leurs familles.

## Accueil

### Sorties internationales
Treeless Mountain sort le 5 septembre 2008 en avant-première mondiale au Festival international du film de Toronto (Canada). En Corée du Sud, il est présenté le octobre 2008 au Festival international du film de Busan), avant sa sortie nationale le 27 août 2009.
En France, en avant-première, il est projeté le 29 novembre 2009 au Festival des trois continents à Nantes, et sort le 30 décembre 2009 dans tout le pays.

## Distinctions et sélections

### Récompenses
- Festival international du film de Busan 2008 : prix Netpac pour Kim So-yong
- Festival international du film de Dubaï 2008 : meilleur film
- Tokyo Filmex 2008 : prix spécial de Jury pour Kim So-yong
- Berlinale 2009 - sélection « Forum » : prix du jury œcuménique
- Festival international du film asiatique-pacifique de Los Angeles 2009 :
  - Prix spécial du Jury de l'excellence dans la réalisation pour Kim So-yong
  - Prix spécial du Jury de nouveaux talents pour Kim Hee-yeon
  - Prix spécial du Jury de nouveaux talents pour Kim Song-hee

### Nominations
- Tokyo Filmex 2008 : grand prix pour Kim So-yong
- Festival des 3 Continents 2009 - sélection « Compétition »
- Festival international du cinéma indépendant de Buenos Aires 2009 : meilleur film
- Independent Spirit Awards 2009 : prix de production pour Lars Knudsen et Jay Van Hoy
- St. Louis Film Critics Association 2009 : meilleur film en langue étrangère
- Independent Spirit Awards 2010 :
  - Meilleure photographie pour Anne Misawa
  - Prix de John Cassavetes pour Bradley Rust Gray, Ben Howe, Kim So-yong, Lars Knudsen et Jay Van Hoy